# Окуневская, Татьяна Кирилловна
Татья́на Кири́лловна Окуне́вская (18 февраля (3 марта) 1914, Завидово, Московская губерния — 15 мая 2002, Москва) — советская и российская актриса; заслуженная артистка РСФСР (1947).

## Биография
Родилась 3 марта 1914 года в Завидово в дворянской семье. Отец — Кирилл Титович Окуневский  (1876—1937), до 1917 года служил приставом Мещанского участка, мать — Евгения Александровна (?—1953).
По протекции архитектора Михаила Павловича Парусникова, была устроена вольнослушательницей в Московский архитектурный институт, однако, по её собственному признанию, «институт пришлось бросить». В 1933—1937 — актриса Московского Реалистического театра. В августе 1937 года её отец был арестован и расстрелян на Бутовском полигоне.  Через несколько дней арестовали ее бабушку. 1938 году был арестован двоюродный брат Лев Рыминский, студент архитектурного института.
В 1937—1938 годы работала в Горьковском театре. Параллельно активно снималась в кино; дебют — роль госпожи Карре-Ламадон в фильме режиссёра Михаила Ромма «Пышка», который вышел на экраны в 1934 году. С 1943 по 1948 год играла в театре имени Ленинского комсомола.

### Арест и ссылка
13 ноября 1948 года арестована по статье 58.10 — антисоветская агитация и пропаганда. Как утверждала Окуневская, во время ареста ей якобы не было предъявлено никакого ордера, при этом, как утверждает писатель Раззаков, ей показали короткую записку: «Вы подлежите аресту. Абакумов», что, разумеется, никаким ордером не являлось. После этого начались злоключения Окуневской в советских тюрьмах и лагерях.
Согласно мемуарам Окуневской, в числе её поклонников были такие знаменитости, как нарком внутренних дел СССР Л. П. Берия, начальник Генштаба НОАЮ Коча Попович, маршал Броз Тито и министр государственной безопасности Виктор Абакумов. Тем не менее её дочь, Инга Дмитриевна Суходрев, жившая с ней в одной квартире, опровергает наличие таких поклонников у матери, причисляя мать к великим мистификаторам XX века. Факт домогательств к актрисе со стороны Берии подтверждают в своих воспоминаниях А. В. Антонов-Овсеенко, А. М. Борщаговский, Ю. М. Оклянский. Иосип Броз Тито с 1943 по 1952 год был разведённым, что не противоречит утверждению Окуневской о том, что он предлагал ей остаться вместе с ним в Югославии во время её югославских гастролей и в случае её согласия обещал построить для неё персональную киностудию у него на родине в Хорватии. Дочь Окуневской также утверждает, что её мать была арестована за связь с иностранцем, имени которого она не называет, и что при аресте матери был предъявлен ордер на арест. Никакой записки от Абакумова, по её свидетельству, матери при аресте не предъявляли. Согласно показаниям бывшего сотрудника КГБ Юрия Кроткова, подкомитету Сената США по внутренней безопасности (1969), Окуневская находилась в отношениях с первым секретарем посольства Индии в Москве Каулем, в разговоре с которым отрицательно
отзывалась о Сталине. Кауль находился в оперативной разработке МГБ СССР.
По версии генерала Е. П. Питовранова, актриса Окуневская, «водившая близкие знакомства с сонмищем высокопоставленных мужчин», являлась информатором Берии, и её арест был следствием борьбы между Берией и Абакумовым.
После ареста актриса провела год и один месяц в общей камере, затем её осудили на десять лет и отправили в Степлаг в Джезказгане (вместе с Марией Ростиславовной Капнист); позже она отбывала срок в Каргопольлаге и Вятлаге.
В 1954 году Окуневская была выпущена на свободу и вернулась в труппу театра им. Ленинского комсомола, в котором работала до 1959 года. С 1959 по 1979 год — артистка Госконцерта и Москонцерта.
Автор мемуаров «Татьянин день».
Даже на склоне лет Окуневская сохраняла прекрасную физическую форму и острый ум. На 86-м году жизни она решилась на пластическую операцию. Это был роковой шаг: ей занесли тяжёлую инфекцию (гепатит), с которой Татьяна Кирилловна боролась почти два года.
Скончалась 15 мая 2002 года. Похоронена 20 мая на Ваганьковском кладбище Москвы рядом с могилой матери (участок № 23).

## Семья
- Первый муж — Дмитрий (Мито) Васильевич Варламов (1905—1968), кинорежиссёр.
  - Дочь — Инга (12.01.1933—29.10.2013), жена врача-гомеопата Давида Липницкого (сына Т. М. Липницкого), а затем известного советского переводчика первых лиц государства Виктора Суходрева.
    - Внуки:  Александр Липницкий (1952—2021) и Владимир Липницкий (1954—1985).
- Второй муж — Борис Горбатов (1908—1954), писатель, лауреат двух Сталинских премий (1946, 1952).
- Третий муж — Арчил Гомиашвили (1926—2005) — киноактёр, предприниматель, народный артист Грузинской ССР.

Ее двоюродный брат (сын сестры отца, Варвары Титовны Окуневской) — Лев Николаевич Рыминский (1913—1971), архитектор.

## Фильмография

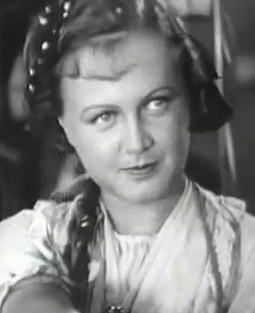
В фильме «Последняя ночь», 1936 год

- 1934 — Пышка — госпожа Карре-Ламадон
- 1935 — Горячие денёчки — Антонина Терентьевна Жукова
- 1936 — Последняя ночь — Лена Леонтьева
- 1940 — Майская ночь — Панночка
- 1942 — Александр Пархоменко — Вера Быкова
- 1942 — Боевой киносборник № 8 (сюжет «Ночь над Белградом») — диктор белградского радио
- 1945 — Это было в Донбассе — Наташа и Лена Логиновы
- 1946 — Давид Гурамишвили — Елизавета Петровна
- 1947 — Мальчик с окраины — Ира Семёнова
- 1957 — Ночной патруль — Раиса Копницкая
- 1965 — Звезда балета — Екатерина Васильевна
- 1975 — Звезда пленительного счастья — графиня Лаваль
- 1982 — Таинственный старик — актриса театра
- 1982 — Возвращение резидента — Линда Стачевская
- 1985 — Странная история доктора Джекила и мистера Хайда — старуха
- 1986 — Конец операции «Резидент» — Стачевская
- 1989 — Лёгкие шаги — Зоя Никитична Фетяска
- 1990 — Сон девственницы
- 1993 — Дикая любовь — прабабушка Сьюзен
- 1993 — Короткое дыхание любви —Ольга Кирилловна
- 1993 — Тоннель
- 1995 — Принципиальный и жалостливый взгляд — мать Али
- 2000 — Нет смерти для меня — камео
- 2000 — Дом для богатых — Анна Казимировна
- 2001 — Граница. Таёжный роман — Татьяна Львовна, бабушка Альбины
- 2001 — Сезон охоты — 2 — Бутурлина
- 2001 — Сверчок за очагом — Миссис Филдинг

## Роли в театре
- 1943 — «Сирано де Бержерак» Э. Ростана (постановка Серафимы Бирман) — Роксана

## Награды и звания
- Заслуженная артистка РСФСР (1947).
- Благодарность Президента Российской Федерации (25 декабря 1995 года) — в связи со 100-летием мирового и российского кинематографа за заслуги перед государством и большой вклад в отечественную культуру[21]